# Rudosterka kasztanowobrzucha
Rudosterka kasztanowobrzucha (Pyrrhura frontalis) – gatunek średniej wielkości ptaka z rodziny papugowatych (Psittacidae) zamieszkującego Amerykę Południową.

## Taksonomia
Gatunek został opisany w 1818 r. przez francuskiego ornitologa Louisa Jeana Pierre’a Vieillota pod nazwą Psittacus frontalis. Obecnie (2020 r.) Międzynarodowy Komitet Ornitologiczny (IOC) zalicza rudosterkę kasztanowobrzuchą do rodzaju Pyrrhura oraz wyróżnia jej dwa podgatunki: P. f. frontalis oraz P. f. chiripepe. Podgatunek chiripepe opisał Vieillot w tej samej publikacji co P. frontalis, potraktował go jednak jako osobny gatunek. Niektóre źródła wymieniają trzeci podgatunek – P. f. kriegi.

## Podgatunki i zasięg występowania
IOC wyróżnia następujące podgatunki wraz z ich obszarem występowania:
- P. f. frontalis (Vieillot, 1818) – wschodnia Brazylia,
- P. f. chiripepe (Vieillot, 1818) – od południowo-wschodniej Brazylii po południowo-wschodni Paragwaj i północną Argentynę.

## Morfologia
Rudosterki kasztanowobrzuche mierzą 25–28 cm długości oraz ważą 72–94 g. W upierzeniu dominuje zielony. Nad dziobem znajduje się wąski ciemnoczerwony pasek. Pokrywy uszne są brązowawe. Pióra na piersi i szyi są kasztanowobrunatne z jaśniejszymi zakończeniami. Brzuch jest rudokasztanowy. Zewnętrzna część lotek jest barwy niebieskiej z czarnymi zakończeniami. Spodnia część ogona jest kasztanowata, a wierzch oliwkowy z brązowoczerwonym zakończeniem. W przypadku podgatunku P. f. chripepe cały wierzch ogona jest oliwkowy. Oczy są ciemnobrązowe oraz otoczone nagą białą obwódką. Brak widocznego dymorfizmu płciowego. Młode osobniki mają upierzenie podobne do dorosłych, mają mniejszą kasztanową plamę na brzuchu.

## Ekologia i zachowanie
Rudosterki kasztanowobrzuche zamieszkują lasy do 1400 m n.p.m. W skład ich diety wchodzą owoce, nasiona, części roślin, orzechy, galasy oraz larwy much. W 2001 r. odnotowano 21 różnych gatunków roślin, którymi żywią się te ptaki. Najczęściej żywią się na trawach gatunku Rhynchelytrum roseum oraz na drzewach Podocarpus lambertii. Z kolei najczęściej pobieraną częścią roślin są nasiona, a potem liście. Jest to pierwszy przypadek papug neotropikalnych (Arinae), u których stwierdzono, żeby dieta składa się w dużym stopniu z liści (stanowią 25% pożywienia). Rudosterki żyją w stadach najczęściej składających się z 6–12 osobników, rzadziej do 40 ptaków.

### Lęgi
Sezon lęgowy rudosterek kasztanowobrzuchych trwa od października do grudnia. Samica składa od 4 do 7 jaj, które wysiaduje przez 22 dni. Pisklęta po wykluciu ważą 4–5 g. W wieku około 50 dni opuszczają gniazdo, a następnie stopniowo się usamodzielniają. Rudosterki w wieku 1–3 lat osiągają dojrzałość płciową.

## Status
Międzynarodowa Unia Ochrony Przyrody (IUCN) nieprzerwanie od 2004 r. uznaje rudosterkę kasztanowobrzuchą za gatunek najmniejszej troski (LC – Least Concern). Ze względu na brak dowodów na spadki liczebności bądź istotne zagrożenia dla gatunku, BirdLife International ocenia trend liczebności populacji jako stabilny. W latach 80. rudosterki były często wyłapywane dla międzynarodowego handlu dzikim ptakami, ale wciąż są bardzo liczne w naturze. W niektórych rejonach mogą być rzadkie z powodu wycięcia lasów. Gatunek ten wymieniony jest w II załączniku CITES.